# Лемартен, Леон
Теодо́р Клови́с Эдмо́н Ле Марте́н (фр. Théodore Clovis Edmond Le Martin), более известный как Лео́н Лемарте́н (Léon Lemartin; 20 октября 1883, Дюн, Тарн и Гаронна — 18 июня 1911, Венсен, Валь-де-Марн) — французский пионер авиации, инженер-механик, первый официальный лётчик-испытатель.

## Биография
Родился 20 октября 1883 года в коммуне Дюн, департамент Тарн и Гаронна в семье кузнеца. В 16-летнем возрасте покинул своё родное село и отправился в Экс-ан-Прованс, где поступил на учёбу в Национальную высшую школу искусств и ремёсел, которую окончил в 1902 году, получив диплом инженера-механика. В дипломе он обнаружил ошибку — его фамилия «Ле Мартен» была написано слитно, но не стал её исправлять и стал в дальнейшем известен именно под фамилией в такой орфографии. Приехав в том же месяце в Париж, он познакомился с одним из пионеров авиации Альберто Сантосом-Дюмоном. Благодаря этому знакомству, он вскоре начал работать как инженер-механик со многими разработчиками самолётов и через некоторое время стал наладчиком авиационных двигателей компании Gnome et Rhône.
В 1909 году британская газета Daily Mail назначила премию в 25 000 французских франков первому лётчику, который сможет перелететь Ла-Манш. Среди желающих побороться за награду оказался Луи Блерио, который собирался стартовать на самолёте собственной конструкции Blériot XI, оснащённому мотором Gnome et Rhône. Он пригласил Лемартена для наладки двигателя своего летательного аппарата. Результатом совместной работы стал успешный перелёт Блерио через пролив 25 июля 1909 года. Через месяц, с 22 по 29 августа в Бетени состоялась встреча самых знаменитых авиаторов той поры, среди которых были Блерио, Леон Делагранж, Шарль де Ламбер, Гленн Кёртисс, Юбер Латам, Луи Полан, братья Райт, Альберто Сантос-Дюмон, Анри Фарман и 18 других пионеров авиации. В результате, из пяти зафиксированных рекордов четыре пришлись на долю аэропланов, оснащённых двигателями Gnome et Rhône с разработанной Лемартеном системой увеличения мощности двигателя.

20 августа 1910 года Лемартен подписал с Блерио контракт, в котором брал на себя обязательства не только по обслуживанию двигателей, но и (после прохождения обучения на право управления самолётом) по испытаниям каждого выпущенного Блерио аэроплана. Таким образом, Лемартен стал первым официальным лётчиком-испытателем в истории. В контракте говорилось: 
С этого дня г-н Теодор Лемартен будет работать на компанию «Блерио» [...] Он будет заниматься в частности регулировкой [летательных] аппаратов и их испытаниями [...] После прохождения обучения, он будет получать 400 франков в месяц, а также по 30 франков за каждое официальное испытание [летательного] аппарата [...] В случае смерти в результате несчастного случая, г-ном Блерио будет выплачена вдове или законным наследникам сумма в 32 500 франков.
Оригинальный текст (фр.)À dater de ce jour, Monsieur Théodore Lemartin sera affecté aux écoles de pilotes de la Maison Blériot [...]. Il sera spécialement occupé au réglage des appareils et à leurs essais de réception [...]. Après avoir obtenu ses brevets, il touchera 400 F par mois, plus 30 F pour chaque appareil dont il aura fait l'essai officiel [...]. En cas de mort par accident, une somme de 32 500 F sera versée à sa veuve ou ses ayants droit par Monsieur Blériot.
5 октября 1910 года Лемартен получил удостоверение пилота за № 249. Меньше чем за год работы на компанию «Блерио» им было установлено несколько авиационных рекордов: по количеству пассажиров на борту (6, затем 8, 11 и 13) и по скорости полёта (30-километровый перелёт из Этампа в Тури за 14 минут, то есть скорость составила 128,418 км/ч). 18 июня 1911 года Лемартен собирался участвовать в очередном общеевропейском соревновании. Для этого он вылетел на самолёте Blériot 20 из Венсена, однако всего через 700 метров, находясь на высоте 40 метров, самолёт накренился и упал. Раненый пилот был доставлен в местную больницу, где в тот же день скончался. Через несколько дней он был похоронен на кладбище своей родной коммуны Дюн.